# Holismus
Holismus (z řeckého holos, celek) je filosofický názor nebo směr, který zdůrazňuje, že všechny vlastnosti nějakého systému nelze určit nebo vysvětlit pouze zkoumáním jeho částí. Holismus tvrdí, že „celek“ je důležitější než jeho části a každá část má význam pouze vztahujeme-li její význam k ostatním částem nebo k celku. Holismus vychází z přesvědčení, že skutečnost nelze pochopit podle jejích jednotlivých částí, ale pouze jako větší celek.
Lidské poznání, které již tradičně rozdělujeme do vědeckých oborů, tímto způsobem holismus nedělí a tvrdí, že všechny vědy (přírodní, sociální i humanitní) jsou pouze zkoumání vlastností jednoho velkého celku. V tomto smyslu by například ekonomie měla brát ohled na environmentální, morální i politické dopady lidské činnosti.
Myšlenky holismu lze také demonstrovat na významu věty, která je více nežli pouhý soubor slov, je to vyjádření myšlenky a její jednotlivé stavební kameny (slova) mají k sobě specifické vztahy.

## Historie
Myšlenky holismu byly poprvé zformulovány v Aristotelově díle Metafysika a z tohoto díla také pochází citát „Celek je víc než souhrn jeho částí“. Jakožto filosofický směr vznikl holismus ve 20. století převážně jako reakce na tehdejší redukcionistické přístupy.
Jan Christiaan Smuts byl první, kdo použil slovo holismus ve své knize Holismus a evoluce (1926). Myšlenky, které prezentoval ve svém díle se velmi podobaly myšlenkám Alfreda Northe Whiteheada, který o rok dříve nezávisle na Smutsovi napsal knihu Věda a moderní svět (anglicky Science and the Modern World, 1925). V této knize povýšil anorganické na stejnou úroveň s organickým, což Smuts považoval za stejně chybné a zavádějící, jako ponížení organického na úroveň anorganického, což vedlo k zacházení s organismy jako s čistě fyzikálními objekty.
Smuts se zde do určité míry sbližuje s teorií "tvůrcí", případně emergentní evoluce neorealistů, která přeměňovala novou kvalitu v cosi nepoznatelného. 
Existence emergentních kvalit, popsaná takovým způsobem, musí být přijata s "přirozenou zbožnou úctou" badatele. Nepřipouští vysvětlení.
Samuel Alexander, Space, Time, and Deity
Proč? Proto, že tato nová kvalita je nepřeveditelná na původní. Z hlediska emergentní evoluce nevytvářejí novou kvalitu nižší vývojové stupně; poskytují pouze "tělo" nové "duši".
V podstatě tutéž linii v ontologii rozvíjejí Whitehead a Smuts. Whitehead píše, že základní kategorií "filozofie procesu" má být "tvořivá schopnost" (creativity), „univerzální metafyzický princip přechodu od rozčleněnosti ke spojování, který tvoří novou podstatu, odlišnou od podstat, daných v rozčlenění.“ Tato "tvořivá schopnost" je nevysvětlitelná, protože je nevysvětlitelný samotný její výsledek, nová jednota, vytvořená z dříve existujících věcí. Smuts označuje toto tvoření jako "princip celistvosti". Celistvost, psal, je posledním objasněním hmoty, života a ducha. S ní však „přecházíme do světa tajemství. [...] Za hranicemi tohoto nemůže být objasnění provedeno.“
Příbuznost této koncepce s vitalismem a organicismem, tj. s filozofickými interpretacemi současné biologie, které připisují živým útvarům jakousi vnitřní sílu, jež je kvalitativně odlišuje od neorganického světa, je nepochybná. Whitehead postřehl, že již nelze vykládat hmotu jako "mrtvou", strnulou a neměnnou, avšak učinil tento fakt základem ztotožňování všech přírodních jevů s organismy a prohlásil, že se věda
přeměňuje ve studium organismů. Biologie se zabývá studiem větších organismů, zatímco fyzika zkoumá menší organismy.
Alfred North Whitehead, Věda a moderní svět
Smuts, bez ohledu na to, že tuto Whiteheadovu tezi kritizoval jako příklad nesprávného rozšíření pojmu "organismus" na celou skutečnost, také prohlašuje, že "princip celistvosti", holismus, mající objasnit evoluci, je
„svým základem totožný s principem, který naplňuje tvůrci struktury živého světa.“

## Thomas Samuel Kuhn
Podle Kuhna zastánci soupeřících paradigmat pohlížejí na stejný svět, ale vidí ho odlišně. Paradigmata jsou totiž nesouměřitelná. Kuhn se domnívá, že přechod od jednoho paradigmatu k druhému, právě v důsledku jejich nesouměřitelnosti, nemůže probíhat krok za krokem, jak požaduje logika a přírodovědecká zkušenost. To zakládá ideu holistické koncepce, která by měla nahradit dosavadní graduální koncepci ve vývoji vědy založenou na předpokladu kumulativismu, předpokladu, že ke změnám dochází postupně, metodou část po části.
Holistické pozadí změny paradigmatu ve smyslu celkového vidění světa a přechodu od jednoho paradigmatu k druhému jako „blesku z čistého nebe“ opírá Kuhn o tvarovou psychologii. Podle této koncepce nevnímáme části, ale vždy určité celky – tvary.
Proti holistickému pojetí však hovoří nejen historie vědy, ale i dnešní stav ve vědě, kdy zásadní diskuse jsou na denním pořádku (kvantová mechanika, evoluční teorie ad.). Samotné tvrzení o nesouměřitelnosti předpokládá jisté srovnání analyzovaných teorií. Toto srovnání může být však uskutečněno pouze na základě pochopení, porozumění druhé, „nesouměřitelné“ teorii. V opačném případě nelze nic vypovídat ani o nesouměřitelnosti.
Toto dilema se nakonec projevuje i v Kuhnově pojetí paradigmat, jeho kolísání mezi interpretací paradigmatu jako celkové (holistické) změny a jako změny exemplárního objektu a tím i k rozvolnění pojmu vědecké revoluce.
Kuhn považuje vědu především za sociokulturní fenomén, a proto zásadní odpověď na příčinu změny paradigmatu je nutné hledat ve vědeckých komunitách.

## Atomismus a holismus
Z holistického pohledu představují vlastnosti jedince jeho místo ve společnosti. Základy sociálních teorií jsou sociální celky, ne pouze jejich jednotliví příslušníci. Také se nepřipouští, že by se možné teorie týkající se sociálních celků daly redukovat nebo převádět na teorie o jednotlivcích. Naopak podle atomismu je každý jedinec svébytnou jednotkou sociálního života a má schopnost řídit své jednání díky svému přesvědčení a tužbám. Atomisté chápou společnost jako souhrn jednotlivců a zároveň soudí, že sociální celky jsou převoditelné na činnost jednotlivců, kteří dané celky tvoří.

### Metodologický holismus a individualismus
Jedná se o dvě principiálně odlišná metodologická východiska, která formují a rozvíjí teoretické myšlení v sociálních vědách. Metodologický individualismus stojí v kontrastu s metodologickým holismem.

#### Příklad kontrastu těchto vědních disciplín:
Máme fotbalový tým složený z nejlepších hráčů. Metodologický individualismus předpokládá, že tým bude velice úspěšný a bude stále vyhrávat, jelikož jeho hráči jsou individuálně velice úspěšní. Metodologický holismus však tvrdí, že jsou tu aspekty, které nám nejsou vždy zcela jasné a právě tyto aspekty často ovlivní hru týmu nezávisle na tom, jak kvalitní mohou být jeho jednotliví hráči (např. duševní rozložení týmu).

### Metodologický holismus
Metodologický holismus je princip, který stejně jako individualismus zkoumá chování sociálních skupin s rozdílem, že holismus nevnímá jednotlivce jako prostředek k pochopení celého celku, jehož je daný jednotlivec součástí – tj. určité sociální skupiny, pracuje naopak s komplexem systému. Metodologický holismus proto nepřipouští, že je možné jednotlivé části celku redukovat, nebo převádět na teorie o jednotlivcích či jednotlivý celek. Tvrdí, že ve společnosti se nacházejí faktory, které nelze analyzovat na základě chování jednotlivců.

### Metodologický individualismus
Je to metodologický princip, který chápe a vykládá povahu a působení sociálních skupin jen jako výslednice motivů a činů jejich jednotlivých členů. Metodologický individualismus předpokládá, že každou sociální skupinu tvoří určití jednotlivci, kteří do skupiny přinášejí určité kvality. Proto lze předpovídat chování komunity podle chování jednotlivců. Tedy stačí studovat a pochopit chování jednotlivců, abychom mohli pochopit chování celé skupiny.

## Dualismy

### Mikro – makro
- Makrosociologie – oblast sociologie, která se zabývá rozsáhlými a dlouhodobými sociálními procesy (např.: stát, společnost, kultura)(např.: Immanuel Wallerstein)
- Mikrosociologie – detailní analýza toho, co si lidé v průběhu svého prožívání myslí, říkají a dělají (např.: Harold Garfinkel)

### Jednání – struktura
Jednání se vztahuje k činnosti, obvykle označuje konání jedinců (subjektivní). Struktura naproti tomu označuje pravidelné, relativně pevné, objektivní a zobecnělé rysy sociálního života. Anthony Giddens k tomuto dualismu míní, že struktura není protikladem k jednání, ale pouze druhá strana téže věci. Na jednání a strukturu nelze pohlížet jako na samostatné problémy, musí se na ně dívat jako na vzájemný vztah. Společenské struktury nestojí proti jednání individuálních jedinců, nýbrž do tohoto jednání vstupují. Platí to i naopak, jednání jedinců vytváří struktury.

### Individuum – společnost
Émile Durkheim zavedl sociologický pojem Homo duplex – bytost rozdvojená a sice na bytost fyzickou a sociální. Říká, že v každém z nás existují dvě vědomí, dva aspekty našeho psychického života: osobní a neosobní. Naše fyzické tělo je zdrojem našeho egoismu (přání, tužby). Na druhou stranu socializovaná bytost je výtvorem společnosti, která žije a jedná skrze nás a kontroluje a brzdí projevy našeho egoismu prostřednictvím morálních zásad.

## Holismus v jiných oborech

### Psychologie
Gestaltismus (tvarová psychologie) vznikl v Německu v roce 1912 jako reakce na tehdejší psychologický atomismus. Podle gestaltismu psychické celky jsou od počátku strukturně uspořádané a nejsou vytvářeny spojováním jednotlivých elementů. Vjem je tedy specifický celek, který je více než jen spojení jednotlivých počitků.

### Ekologie
Ekosystém se v ekologii užívá pro označení ucelené části přírody, skládá se ze živých i neživých složek, které se vzájemně ovlivňují. Podle zákona o životním prostředí je ekosystém „funkční soustavou živých a neživých složek životního prostředí, jež jsou navzájem spojeny výměnou látek, tokem energie a předáváním informací a které se navzájem ovlivňují a vyvíjejí v určitém prostoru a čase.“

### Ekonomie
Synergie se v ekonomii využívá jako označení pro dvě různé skutečnosti, obě ale úzce souvisí s holismem.
- Jedním z hlavních důvodu pro slučování společností je fakt, že numerický zisk po sloučení bývá často vyšší než součet zisků před sloučením.
- Pracovní tým často pracuje efektivněji, než by pracovali jednotlivci, kteří tento tým tvoří.